# José María Somoano
José María Somoano (Arriondas, Asturias, 4 de febrero de 1902-Madrid, 16 de julio de 1932) fue un sacerdote católico español. Murió probablemente envenenado.

## Biografía
José María nació en la localidad asturiana de Arriondas en 1902. Su padre, Vicente Somoano era abogado y natural de Cuadroveña —parroquia de Les Arriondes, Parres—; su madre, María Berdasco era madrileña. El matrimonio tuvo doce hijos —ocho varones y cuatro mujeres—. José María fue el primogénito. Tras concluir sus primeros estudios en Arriondas, se trasladó a Alcalá de Henares (otoño de 1915) para estudiar humanidades y filosofía en el seminario menor. Sus padres decidieron que acudiera a la diócesis de Madrid-Alcalá, tras hablar con el sacerdote asturiano Manuel Fernández Díaz, abad de la colegiata de Alcalá de Henares. A comienzos del curso académico 1922/23, Somoano se trasladó a Madrid para continuar su formación en el seminario conciliar, donde cursó cuatro años de teología y uno de derecho canónico.
Tras ser ordenado sacerdote por Leopolodo Eijo y Garay, en Madrid el 11 de junio de 1927, fue sorteado para hacer el servicio militar y enviado a Ceuta. En el curso 1927-28 fue capellán auxiliar del hospital de Alcazarquivir (Protectorado español de Marruecos). De regreso a la península fue nombrado económo del pueblo madrileño de san Mamés, en el valle del Lozoya (24 de noviembre de 1928-11 de abril de 1929); y posteriormente capellán del asilo de Porta Coeli (11 de abril de 1929-28 de febrero de 1931).
El 2 de enero de 1932, su amigo sacerdote Lino Vea-Murguía le presentó a Josemaría Escrivá, quien en ese momento le explicó el Opus Dei, y Somoano decidió pertenecer a dicha institución. Allí se integró junto con Lino Vea-Murguía, José María Vegas y José María García Lahiguera en la Congregación Mariana Sacerdotal. Somoano participó asiduamente en una serie de conferencias sacerdotales que cada lunes —del 22 de febrero de 1932 hasta principios de 1935— reunia a Josemaría Escrivá con un grupo de sacerdotes a los que formaba en el espíritu del Opus Dei.
Su último destino pastoral fue el de capellán del Hospital Nacional de Infecciosos —conocido popularmente como Hospital del Rey—, situado en el municipio de Chamartin de la Rosa, cercano a Madrid. El hospital estaba formado por diversos pabellones. Somoano fue capellán del pabellón de tuberculosos, llamado Enfermería para Tuberculosos Victoria Eugenia. Con el cambio al Hospital del Rey desde el asilo de Porta Coeli, Somoano veía reducido un treinta por ciento sus ingresos, ya de por sí insuficientes. La razón para que hubiera aceptado el cambio se encuentra en su deseo por atender física y espiritualmente a los enfermos.Allí, Somoano conoció a María Ignacia García Escobar, le habló del Opus Dei y le presentó a Josemaría Escrivá en 1932.
Con la llegada de Segunda República, Somoano recibió un oficio por el que cesaba del cargo de capellán y sueldo en la enfermería. Además, la Dirección General de Sanidad le comunicaba que podrá celebrar la misa para los enfermos que lo soliciten, los domingos y fiestas de guardar en un local apropiado. Los gastos ocasionados deberán ser abonados por los propios enfermos. Desde entonces José María residía fuera del Hospital, acudiendo al ser requerido por algún enfermo. El 14 de julio ingresó en el hospital aquejado de espasmos y vómitos repentinos, posiblemente provocados por haber sido envenenado. El 16 de julio de 1932 falleció tras una breve, pero sufrida agonía, siendo enterrado en el cementerio de Chamartin de la Rosa, el 18 de julio.